# Farlowella
Farlowella ist eine Gattung der Harnischwelse (Loricariidae). Alle Farlowella-Arten leben im tropischen Südamerika, im Amazonasbecken, im Río Paraná, im Orinoco und in Guayana. Sie bevorzugen langsam fließende Gewässer mit herabgefallenem Laub und totem Holz, auf das sie auch ihren vom Männchen bewachten Laich legen. Den Namen Farlowella bekamen sie zu Ehren von William Gilson Farlow, einem amerikanischen Botaniker und Algenspezialisten. Algen sind die Hauptnahrung von Farlowella.

## Merkmale
Die Fische haben einen extrem langgestreckten und schlanken Körper der einem langen, dünnen Zweig gleicht. Der Kopf ist durch ein langes und schmales Rostrum verlängert, das bei männlichen Tieren mit Borsten gesäumt ist. Das Maul ist unterständig. Rücken- und Afterflosse stehen sich genau gegenüber. Die Schwanzflosse sitzt an einem langen Schwanzstiel und endet meist in langen Filamenten. Die meisten Arten sind von brauner Farbe mit je einem dunkelbraunen Längsstreifen an den Seiten, der an der Spitze des Rostrum beginnt und sich über die Augen bis zum Schwanz zieht. Am Schwanzstiel ist das Längsband oft unterbrochen und besteht nur noch aus einzelnen Flecken. Farlowella-Arten werden 10 bis 26 Zentimeter lang.

## Arten
- Farlowella acus (Kner, 1853)
- Farlowella altocorpus Retzer, 2006
- Farlowella amazonum (Günther, 1864)
- Farlowella colombiensis Retzer & Page, 1997
- Farlowella curtirostra Myers, 1942
- Farlowella gracilis Regan, 1904
- Farlowella gianetii Ballen et al., 2016
- Farlowella hahni Meinken, 1937
- Farlowella hasemani Eigenmann & Vance, 1917
- Farlowella henriquei Miranda-Ribeiro, 1918
- Farlowella isbruckeri Retzer & Page, 1997
- Farlowella jauruensis Eigenmann & Vance, 1917
- Farlowella knerii (Steindachner, 1882)
- Farlowella mariaelenae Martín Salazar, 1964
- Farlowella martini Fernández-Yépez, 1972
- Farlowella mitoupibo Ballen et al., 2016
- Farlowella nattereri Steindachner, 1910
- Farlowella odontotumulus Retzer & Page, 1997
- Farlowella oxyrryncha (Kner, 1853)
- Farlowella paraguayensis Retzer & Page, 1997
- Farlowella platoryncha Retzer & Page, 1997
- Farlowella reticulata Boeseman, 1971
- Farlowella rugosa Boeseman, 1971
- Farlowella schreitmuelleri Ahl, 1937
- Farlowella smithi Fowler, 1913
- Farlowella taphorni Retzer & Page, 1997
- Farlowella venezuelensis Martín Salazar, 1964
- Farlowella vittata Myers, 1942
- Farlowella yarigui Ballen & Mojica, 2014